# Bromus mairei
Bromus mairei är en gräsart som beskrevs av Eduard Hackel och Hand.-mazz. Bromus mairei ingår i släktet lostor, och familjen gräs. Inga underarter finns listade i Catalogue of Life.